# Samut Prakan
Samut Prakan (thai: สมุทรปราการ) är en thailändsk provins (changwat). Den ligger i den centrala delen av Thailand. Provinsen hade år 2002 1 027 719 invånare på en areal av 1 004 km². Provinshuvudstaden är Samut Prakan.

## Administrativ indelning
Provinsen är indelad 6 distrikt (amphoe). Distrikten är i sin tur indelade i 50 subdistrikt (tambon) och 396 byar (muban).